# Jakub Yunis
Jakub Yunis (25 marzo 1996) è un calciatore ceco, attaccante del Sigma Olomouc.